# Julian Dunajewski
Julian Antoni Dunajewski herbu Sas także zwany Julian Ritter von Dunajewski (ur. 4 czerwca 1821 w Stanisławowie, zm. 28 grudnia 1907 w Krakowie) – polski ekonomista, profesor i rektor Uniwersytetu Jagiellońskiego, działacz państwowy, 1880–1891 minister skarbu Austrii.

## Życiorys
Pochodził z rodziny szlacheckiej z Dunajowa w ziemi lwowskiej, która pięczetowała się herbem Sas. Był synem Szymona (komisarza cyrkułowego w Stanisławowie, a następnie w Nowym Sączu) i Antoniny z Błażowskich, bratem Albina (kardynała, biskupa krakowskiego), szwagrem Karola Estreichera (bibliografa, dyrektora Biblioteki Jagiellońskiej).
Dzieciństwo i wczesną młodość spędził w Nowym Sączu. Kształcił się w gimnazjum jezuickim w Nowym Sączu (do 1839), następnie studiował ekonomię na Uniwersytecie Lwowskim (1839–1842) i na uniwersytecie w Wiedniu (1839–1840). Od 1849 pracował na Uniwersytecie Jagiellońskim, początkowo jako asystent w Katedrze Umiejętności Politycznych i Statystyki. W 1850 obronił – na podstawie pracy O instytucjach gmiannych – doktorat praw.  W 1851 był kandydatem do objęcia katedry umiejętności politycznych na Wydziale Prawa, ale nie uzyskał nominacji z austriackiego Ministerstwa Wyznań i Oświecenia. W okresie rządów ministra spraw wewnętrznych Aleksandra von Bacha, Julian Dunajewski był podejrzewany o działalność antyrządową. Było to głównie konsekwencją działalności niepodległościowej prowadzonej przez starszego brata, za którą to Albin Dunajewski został skazany na karę śmierci (wyrok zamieniono później na 8 lat osadzenia w twierdzy).
W latach 1850–1855, pracując jako zastępca profesora na Uniwersytecie Jagiellońskim, zajmował się prawem karnym, naukami politycznymi i statystyką. Dzięki rekomendacji austriackiego ministra oświaty hrabiego Leona Thuna uzyskał posadę profesorską w 1855 na Akademii Prawa w Bratysławie. Pracował tam pięć lat, najpierw jako profesor nadzwyczajny, a od 1856 jako profesor zwyczajnym  Katedry Statystyki. W latach 1860–1861 był profesorem i kierownikiem Katedry Ekonomii Politycznej i Prawa Administracyjnego Uniwersytetu Lwowskiego. W 1861 powrócił na Uniwersytet Jagielloński; kierował Katedrą Umiejętności Politycznych, Statystyki i Prawa Administracyjnego Austriackiego, dwukrotnie pełnił funkcję dziekana Wydziału Prawa (1862/1863, 1867/1868), trzykrotnie rektora (1864/1865, 1868/1869, 1879/1880), trzykrotnie prorektora (1865/1866, 1869/1870, 1880/1881).
Prowadził jednocześnie aktywną działalność polityczną, reprezentując nurt konserwatywny oraz austro-polski – zdecydowanie występował przeciwko powstaniu styczniowemu. W latach 1864–1873 był członkiem Oddziału Politycznego i posłem na Sejm Krajowy we Lwowie, w 1870 członkiem Rady Państwa, od 1873 (do końca życia) posłem do parlamentu w Wiedniu; 1880–1891 był ministrem skarbu Austrii. Przeprowadził na tym stanowisku reformę systemu podatkowego – z powodu zmian w systemie podatkowym doprowadził do zrównania rachunku zobowiązań podatkowych (łącznie z celnymi, akcyzowymi) z rachunkiem wydatków budżetu cesarsko-królewskiego, wprowadził m.in. podatki pośrednie oraz podwyższył cła od kawy oraz podniósł ceny wyrobów tytoniowych.
Miał opinię jednego z najlepiej radzących sobie mówców parlamentarnych, był również ceniony jako wykładowca. Uniwersytet Jagielloński przyznał mu  doktorat honoris causa, otrzymał on również Wielką Wstęgę Orderu św. Szczepana i Orderu Leopolda oraz Order Korony Żelaznej I klasy od Cesarza. W 1872 został członkiem czynnym Polskiej Akademii Umiejętności, w latach 1873–1875 przewodniczył Komisji Prawniczej AU, a od roku 1889 był zastępcą protektora akademii. Był również m.in. zastępcą przewodniczącego Oddziału Nauk Moralnych cesarsko-królewskiego Towarzystwa Naukowego Krakowskiego. Jednym z jego uczniów był historyk Michał Bobrzyński.
Zajmował się teorią budżetu państwowego, finansami, myślą ekonomiczną w dobie Odrodzenia (Rensesansu) oraz prawem administracyjnym. W polityce ekonomicznej reprezentował poglądy dosyć skrajnie liberalne, nawiązujące po części do poglądów Adama Smitha, jednak nawiązywał w dużej mierze do francuskich 'klasycznych' liberalnych ekonomistów doby wczesnego XIX wieku, Jean-Baptiste Saya, francuskiego jurysty Charlesa Rau. Hołdował metalistycznej teorii pieniądza.
Przedstawił swego rodzaju 'syntezę' teorii historii i polityki ekonomicznej w pracy Wykład ekonomii politycznej (wydanej pośmiertnie w 1935). Był zwolennikiem podatków bezpośrednich, stosowanie podatków pośrednich dopuszczał jedynie wówczas, gdy bezpośrednie wiązały się z opłatami niewystarczającymi.
W 1907 imieniem Juliana Dunajewskiego nazwano część dawnej ulicy Podwale w Krakowie, przy której pod numerem 4 znajdował się pałacyk Dunajewskiego, wzniesiony w 1882 przez architekta Antoniego Łuszczkiewicza. Otrzymał także Honorowe Obywatelstwo Nowego Sącza, Jasła.
W ostatnich latach życia osiadł w Krakowie, gdzie zmarł i został pochowany na cmentarzu Rakowickim (pas 24, zach.).

## Pisma
- Wykład ekonomii politycznej (1935)[6]
- Ziemia i kredyt. Studyum ekonomiczne (1869)
- Zarys organizacyjny władz administracyjnych w Galicji (1871, z Wiktorem Kopffem i Dionizym Skarżyńskim)[7]
- Słowo o "Zasadach bicia monety" (1873)[8]
- Mowy (1914)

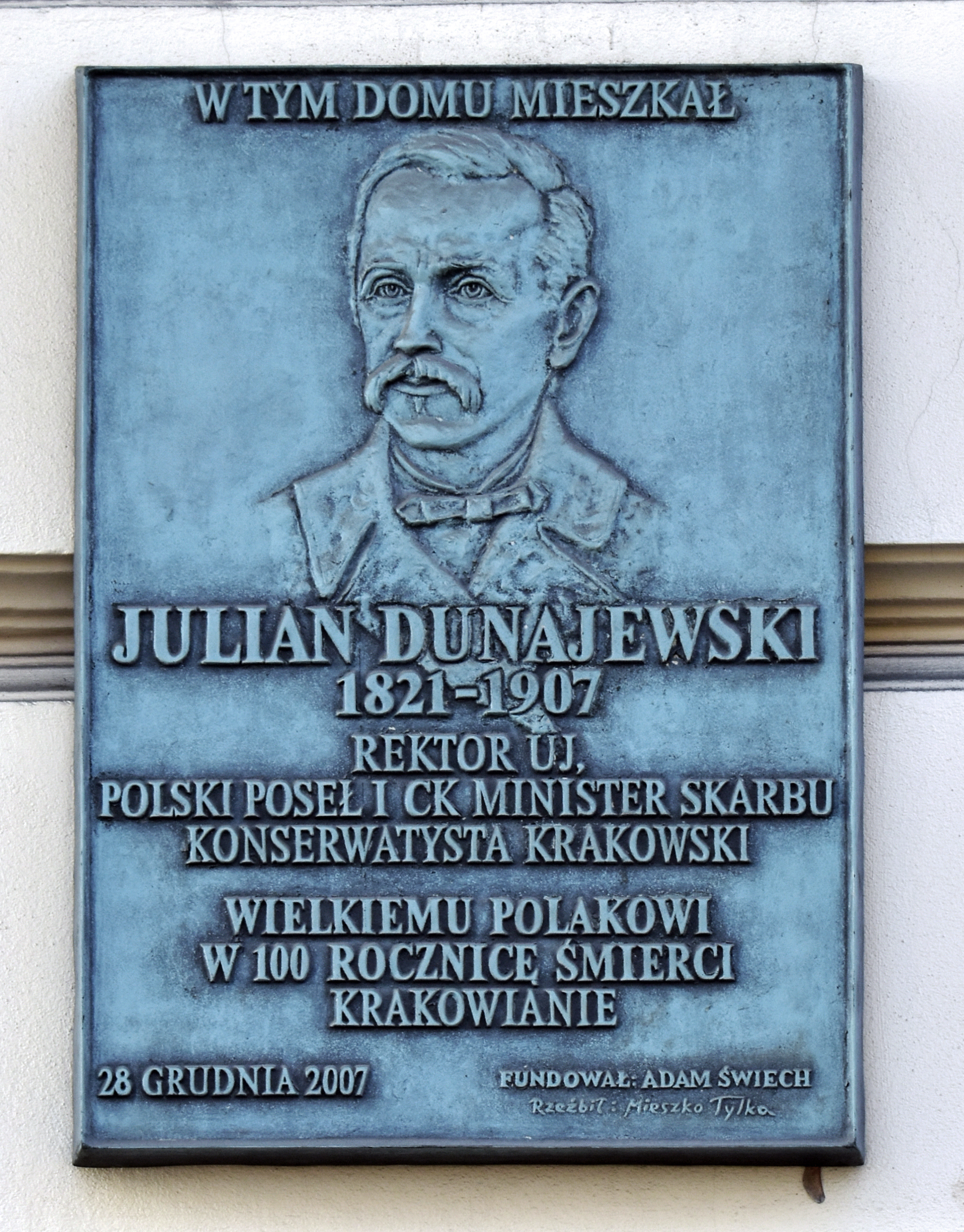
Kraków, ul. Dunajewskiego 4. Tablica upamiętniająca Juliana Dunajewskiego na kamienicy w której mieszkał.
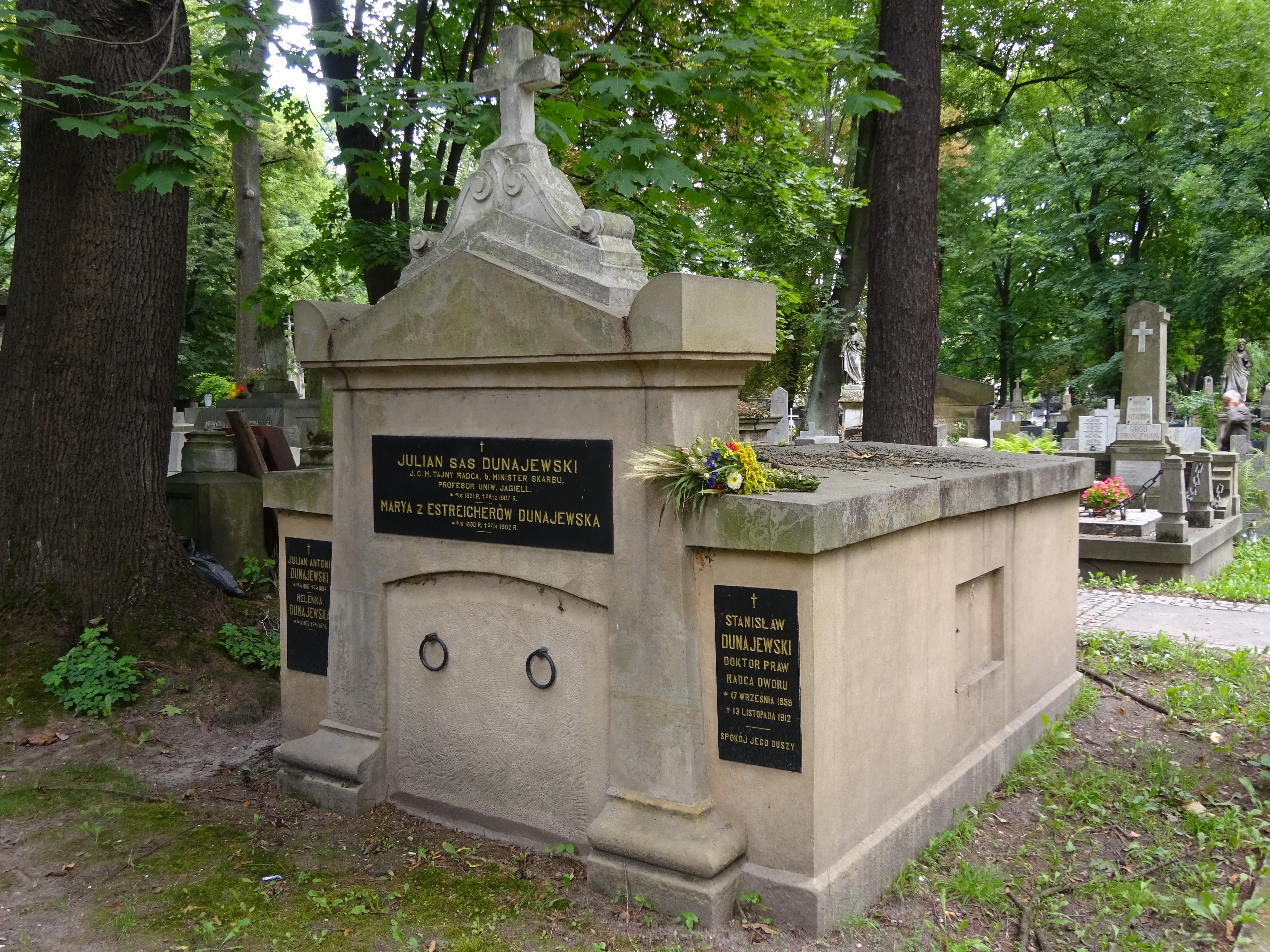
Cmentarz Rakowicki. Grobowiec Juliana Dunajewskiego.